# Eje secundario

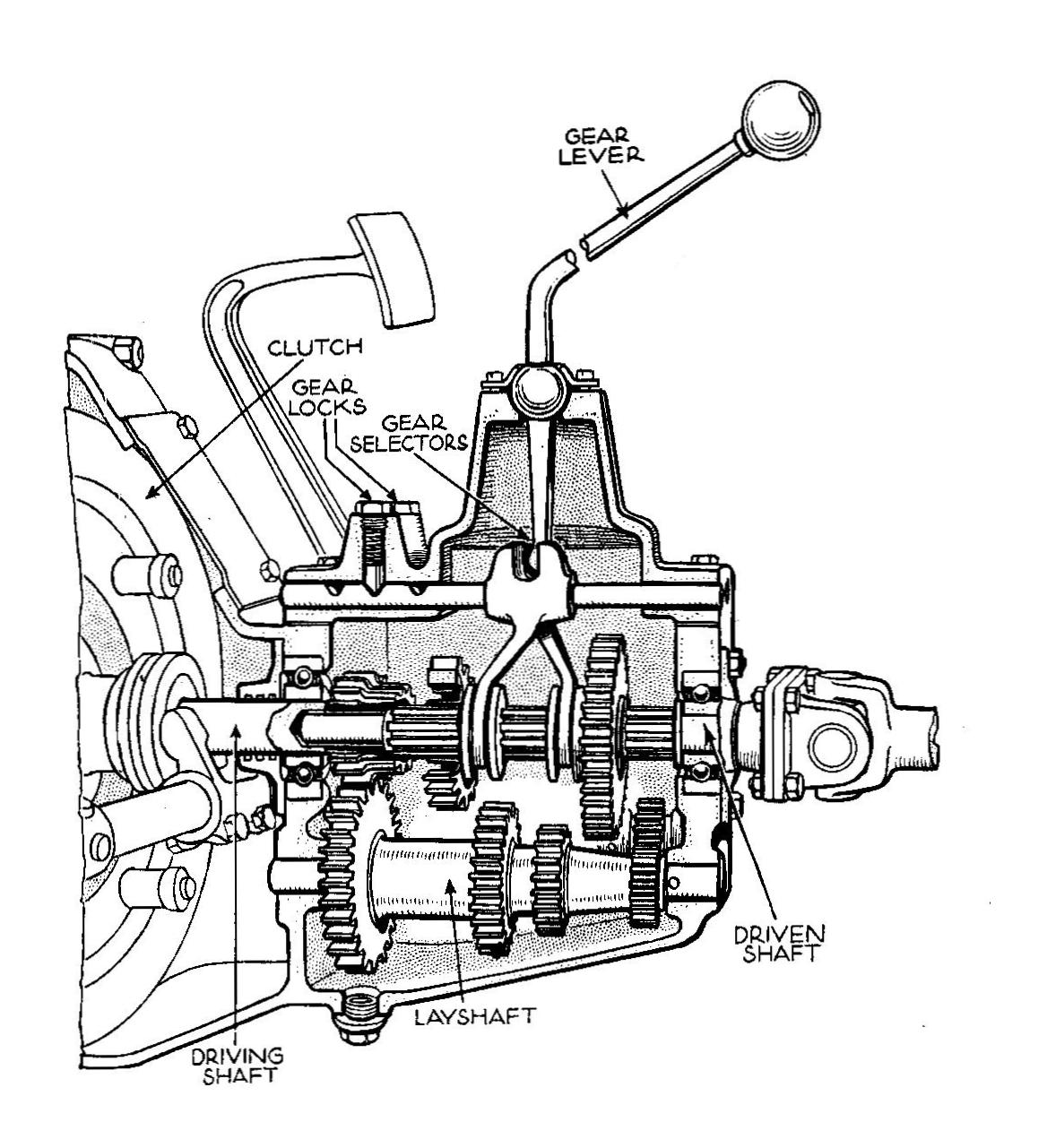
Corte de una caja de cambios manual 'crash', de un automóvil c. 1935. El eje secundario es el que se encuentra en la parte inferior de la caja de cambios.

Un eje secundario es un eje intermedio dentro de una caja de cambios de un vehículo que posee engranajes, pero no transfiere la transmisión primaria de la caja de cambios hacia adentro o hacia afuera de la caja de cambios. Los ejes secundarios son más conocidos por su uso en las cajas de cambios de los automóviles, donde eran una parte omnipresente del diseño de tracción trasera. Con el cambio a la tracción delantera, el uso de ejes secundarios ahora es poco usual.
El eje impulsor lleva la potencia de entrada a la caja de cambios. El eje impulsado es el eje de salida de la caja de cambios. En las cajas de cambios de automóviles con ejes secundarios, estos dos ejes emergen de los extremos opuestos de la caja de cambios, lo que es conveniente para los automóviles con tracción trasera, pero puede ser una desventaja para otros diseños.
Para las cajas de engranajes en general, los grupos de engranajes montados en un eje secundario pueden girar libremente sobre un eje fijo o pueden ser parte de un eje que luego gira en cojinetes. Puede haber múltiples grupos separados en un eje compartido y estos pueden girar libremente entre sí.

## Transmisiones manuales de automóviles
En la caja de cambios manual típica de un automóvil con tracción trasera, el eje de transmisión (entrada) está en línea con el eje de transmisión (salida), pero no está conectado permanentemente a él. Un engranaje de reducción en el eje impulsor impulsa el eje secundario. En las transmisiones de automóviles, también se utiliza el término "contraeje". Una serie de engranajes en el eje secundario se pueden conectar, uno a la vez, al eje impulsado. Al seleccionar cada uno de estos engranajes a su vez, se obtienen las diversas relaciones de la caja de cambios. Todas estas relaciones de transmisión son engranajes reductores, la velocidad del motor es mayor que la velocidad de entrada al mecanismo diferencial del eje trasero.
Las primeras cajas de cambios usaban engranajes deslizantes para activar y desactivar la transmisión. Estos eran difíciles de operar y también se desgastaban en las principales superficies de trabajo de los engranajes. Una de las primeras mejoras fue el uso de embragues de garra separados en su lugar para engranar los engranajes, dejando los mismos engranajes en 'malla constante'. Un desarrollo posterior y más gradual fue la introducción de synchromesh. Este es un embrague de fricción totalmente metálico, además del embrague de garras positivo, que engrana gradualmente los engranajes e iguala su velocidad antes de que se active el embrague de garras.
El cambio superior de la caja de cambios se logra sin estos engranajes, pero acoplando el eje impulsado directamente al eje impulsor a través de otro embrague de garras. Esto proporciona una marcha superior de "transmisión directa", que tiene ventajas tanto para la eficiencia como para la tranquilidad a velocidad de crucero. Una caja de cambios típica tenía pérdidas del 2% en cada conjunto de engranajes, por lo que el 4% para rangos intermedios a través de sus dos engranajes, pero se acerca al 0% para el cambio superior de transmisión directa. Como el cambio superior directo no transmite par a través de los engranajes, también es más silencioso.
En teoría, también es posible proporcionar una sobremarcha superior, otro engranaje indirecto, pero con una relación de velocidad mayor en lugar de la relación de reducción de los otros engranajes. La relación de transmisión directa se convierte en la segunda o tercera marcha. Esta disposición se usó en algunos de los primeros autos, pero era poco común. Cuando se proporciona sobremarcha para un automóvil de tracción trasera, esto casi siempre se hace agregando una caja de cambios de sobremarcha separada al eje impulsado de salida de la caja de cambios, generalmente fuera de la carcasa de la caja de cambios.
Debido a la disposición de la caja de cambios, el eje intermedio normalmente se monta en la parte inferior de la carcasa de la caja de cambios debajo de los otros ejes. La palanca de cambios entra por la parte superior de la carcasa, por lo que es más conveniente que los componentes deslizantes de los embragues de garras se monten en el eje impulsado, en lugar del eje intermedio. Por lo tanto, el grupo de engranajes del eje intermedio es a menudo un componente simple de una pieza, típicamente engranajes de hierro fundido que funcionan en cojinetes sobre un eje de acero fijo. Los cojinetes pueden ser casquillos de bronce fosforoso lisos o, para aplicaciones de alta carga, rodillos de agujas.
Cuando se deben proporcionar un gran número de relaciones de transmisión, seis o más, se necesitan un tercero o más grupos de engranajes en el eje intermedio. Para mantener las proporciones de la caja de cambios más compacta, en lugar de alargarse, estas cajas de cambios pueden utilizar ejes intermedios gemelos. Esto requiere un engranaje conducido adicional para cada eje intermedio, pero por lo demás el mecanismo es muy similar. El uso de ejes intermedios múltiples también se desarrolló en la caja de cambios de embrague múltiple, utilizada para algunos autobuses, donde cada relación tiene su propio eje intermedio y embragues hidráulicos o de placa separados, en lugar de embragues de garras, se utilizan para seleccionar entre ellos.
Cuando se requiere una toma de fuerza, generalmente para vehículos industriales para accionar cabrestantes, bombas hidráulicas, etc., a menudo se acciona desde un extremo del eje intermedio, ya que es un eje más accesible que los ejes principales, ya en uso por el tren de transmisión.

### Cajas de cambios 'totalmente indirectas'

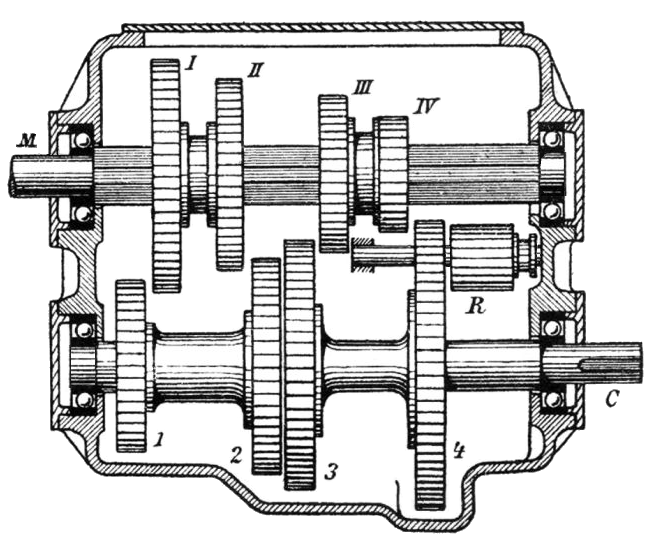
Caja de cambios totalmente indirecta, anterior a 1911

Algunas cajas de cambios no usan un eje intermedio, sino que dependen de engranajes indirectos en todo momento.
Las cajas indirectas se utilizaron para algunos de los primeros automóviles, antes de que se reconocieran las ventajas de la marcha superior de transmisión directa. No contienen garras de perro. En ese momento, el cambio de marchas todavía se realizaba deslizando los engranajes dentro y fuera de la malla. Una vez que se puso en uso el embrague de garras, se reconoció de inmediato la ventaja adicional de una marcha superior de transmisión directa.

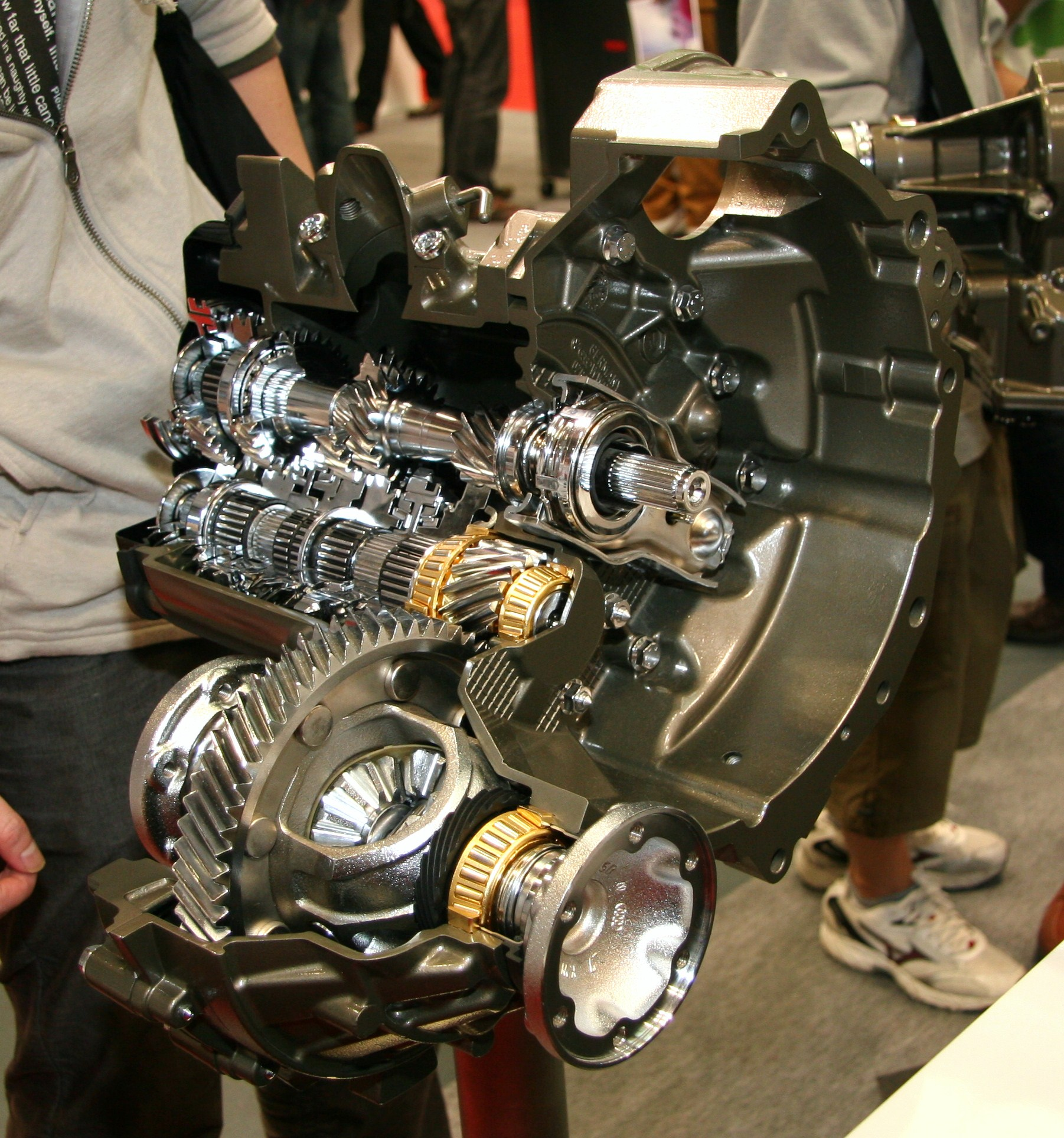
Caja de cambios manual totalmente indirecta para vehículos de tracción delantera, con mando final tomado del segundo eje

Con la popularidad de la tracción delantera de la década de 1960, la caja de cambios totalmente indirecta se ha vuelto común. Estas se han utilizado para diseños de motores transversales, donde el desplazamiento de dos ejes es más conveniente que la disposición en línea de una caja de cambios de eje intermedio, y para diseños de transejes longitudinales, como el VW Beetle o muchos Renaults, donde el requisito era tener los ejes de transmisión y de transmisión en el mismo extremo de la caja de cambios.
Si bien la pérdida de la relación superior de conducción directa significa tener ciertas pérdidas durante el andar, esto se compensa reduciendo las pérdidas en otras relaciones del 4% al 2%. El ruido también se reduce mediante la metalurgia moderna y el corte de engranajes, que proporcionan perfiles de engranajes más silenciosos y eficientes.
Como la eficiencia de la caja de cambios permanece constante para todas las relaciones de una caja de cambios totalmente indirecta, ahora es conveniente proporcionar marchas superiores de sobremarcha, incluso cuando estas ya no sean relaciones de transmisión directa o 1:1. Uno de los primeros automóviles del mercado masivo que ofreció tal característica fue el VW Polo y el Formel E, con una relación de sobremarcha deliberadamente etiquetada como "-E" para "economía".